# Nikolaj Stokholm
 Ikke at forveksle med Nicolai Stokholm.
Nikolaj Stokholm (født 29. januar 1990 i Vorup, opvokset i Greve) er en dansk komiker og skuespiller.

## Karriere
Nikolaj Stokholm debuterede som standup-komiker i 2007 og blev for alvor landskendt i 2010 gennem TV2 Zulus 4. omgang af Comedy Fight Club. Siden da har han bl.a deltaget i TV 2 Zulu-programmerne Stand-up.dk og Zulu Kvæg-ræs samt været medvært på 2. sæson af hypnose-programmet Argh! Det gjorde jeg bare ikk´. Gennem første halvår af 2012 skrev og medvirkede han i YouTube-nyhedsprogrammet Breaking The News sammen med standup-kollegaerne Michael Schøt og Rasmus Olsen. Siden har han desuden deltaget i Comedy Aid fire gange og medvirket i tv-serien SJIT Happens i rollen som Øland, der har vundet intet mindre end 4 Zulu Awards. Nikolaj Stokholm var Manuskriptforfatter og medvirkende i Ultra Galla 2014 og 2015, ligesom han udviklede og var vært på Ultras Sorte Kageshow. Programmet vandt en Emmy i 2017. Den første Emmy nogensinde for et DR børneprogram. I 2016 var Nikolaj Stokholm vært på Reumertprisen sammen med Bodil Jørgensen og Rasmus Botoft. 
I efteråret 2017 turnerede Nikolaj Stokholm med sit første oneman-show Mit Liv Som Nikolaj Stokholm. Showet solgte 45.000 billetter, Ved Zulu Comedy Galla i 2018 var han desuden nomineret til prisen Årets Komiker for netop dette show. 
I 2017 og 2018 medvirkede han i tre afsnit af podcasten Meget mere Matador, der omhandler tv-serien Matador med Cecilie Nielsen vært. I 2023 medvirkede han i endnu et afsnit.
I 2021 var han vært på Zulu Comedy Galla i Operaen i København. Her blev han samtidig kåret som Årets Komiker for sit One-man show Turen Går til Nikolaj Stokholm. Showet som spillede 232 gange i hele Danmark, solgte mere end 110.000 billetter.
I 2021 medvirkede han også i filmen Centervagt med Rune Klan i hovedrollen.
I 2023 turnerede han med showet Jeg er stadig Nikolaj Stokholm, der havde premiere den 2. februar i Falkoner, København.

## Hæder
- Zulu Comedy Galla
  - 2012: Talentprisen (nomineret)
  - 2018: Årets Komiker (nomineret)
  - 2021: Årets Komiker (vundet)

## Privatliv
Stokholm blev gift med Isabella i 2016. Parret havde kendt hinanden siden 2013. De fik deres første barn, en dreng, i 2020 efterfulgt af en pige i 2021.
I 2020 købte parret et hus i Rungsted for lidt over 9 mio. kr.

## Filmografi
- Zulu Comedy Galla (2009)
- Comedy Fight Club (2009, 8 episoder)
- Zulu Comedy Galla (2010)
- Z Hit-Paraden (2010, 1 episode)
- Stand-up.dk (2011, 1 episode)
- Zulu kvægræs (2012, 8 episoder)
- Argh! Det gjorde jeg bare ikk' (2012, 8 episoder)
- Breaking the News (2012, 17 episoder) - forskellige roller
- SJIT Happens (2012-2017, 50 episoder) - Øland
- 101 ting jeg ville ønske jeg havde vidst da jeg var teenager (2014, 10 episoder)
- Danmarks sjoveste barn: Vinderprogrammet (2014, 1 episode)
- Rundt på gulvet (2015, 1 episode)
- Sofie Linde Show (2015, 1 episode)
- Ultras Bedste (2015)
- Ultras Sorte Kageshow (2015)
- 5. Halvleg (2015-2016, 5 episoder)
- GO' Morgen Danmark (2016-2017, 5 episoder)
- Natholdet (2018)
- Stormester (2018)
- Aftenshowet (2017-2020, 3 episoder)
- Centrum (2020, 2 episoder)  – Thomas
- Centervagt (2021)

## Onemanshows
- Mit Liv Som Nikolaj Stokholm (2017)
- Turen går til Nikolaj Stokholm (2020)
- Jeg er stadig Nikolaj Stokholm (2023)
- Nikolaj Stokholm feat. Stokkefar (2026)